# Trönninge (Halmstad)
Trönninge è un'area urbana della Svezia situata nel comune di Halmstad, contea di Halland.
La popolazione rilevata nel censimento 2010 era di 1 504 abitanti .